# Parexophthalmocythere
Parexophthalmocythere is een geslacht van uitgestorven kreeftachtigen uit de klasse van de Ostracoda (mosselkreeftjes).

## Soorten
- Parexophthalmocythere berriasensis Donze, 1965 †
- Parexophthalmocythere duestensis Bartenstein & Brand, 1959 †
- Parexophthalmocythere hispida (Malecki, 1960) Gruendel, 1975 †
- Parexophthalmocythere rodewaldensis Bartenstein & Brand, 1959 †
- Parexophthalmocythere spinosa Bartenstein & Brand, 1959 †
- Parexophthalmocythere tlemcenensis Donze, 1977 †